# Arno Steffenhagen
Arno Steffenhagen (Berlino, 24 settembre 1949) è un ex calciatore tedesco, di ruolo attaccante.

## Carriera

### Club
Ha giocato nel campionato tedesco, sudafricano, olandese, statunitense e canadese.
Nato a Berlino Ovest, a Reinickendorf, quartiere assegnato al settore francese, lavora come rilegatore e prende a calci un pallone coi giovani della locale RFC Alt-Holland.
L'Hertha lo acquista per 20.000 marchi e lo fa debuttare in Bundesliga nel 1968: nonostante i rapporti tesi con l'allenatore Kronsbein che non gradisce la sua chioma fluente (in una trasferta lo fa scendere dal pullman invitandolo a recarsi da un barbiere) segna 32 reti in 132 presenze e guadagna una chiamata da Schön con la nazione maggiore.
Coinvolto con altri compagni di squadra nello scandalo delle partite truccate viene squalificato per due stagioni dalla federcalcio tedesca: il bando è fino al 20 giugno 1974. Lui sceglie l'Hellenic FC di Città del Capo, non sottoposto all'egida della FIFA: vince l'UTC Bowl e si piazza al secondo posto in campionato.
La sanzione è poi mitigata dalla possibilità di essere tesserato all'estero: torna così in Europa e dal 1º dicembre 1973 è tesserato assieme all'ungherese Varga - suo ex compagno all'Hertha - dagli olandesi dell'Ajax.

### Nazionale
In Nazionale ha giocato una partita, nel 1971.

## Palmarès

### Club

#### Competizioni nazionali
- North American Soccer League: 1

Chicago Sting: 1981

#### Competizioni internazionali
- Supercoppa UEFA: 1

Ajax: 1973
- Coppa delle Coppe: 1

Amburgo: 1976-1977